# Juan José Díaz de Espada
Juan José Díaz d'Espada y Fernández de Landa, més conegut com a Bisbe Espada, (Arroyabe (Àlaba), 20 d'abril, 1756 - L'Havana (Cuba), 12 d'agost, 1832), va ser un religiós espanyol, segon bisbe de La Havana a l'illa de Cuba. Director de la Societat Econòmica d'Amics del País de l'Havana i president de la secció d'educació.
Gairebé nen, va demostrar extraordinària inclinació per la carrera eclesiàstica, va fer els seus estudis a la Universitat de Salamanca, i en acabar-los va ser nomenat capellà de la Real Armada i més tard catedràtic, canonge, prior de la catedral de Villafranca de Bierzo, i l'1 de gener de 1800 bisbe de Cuba, no desembarcant a l'Havana fins al 25 de febrer de 1802. Consagrat l'endemà a la catedral d'aquesta ciutat, al cap de poc va estar a punt de morir a conseqüència de la febre groga i es diu que va fer la promesa, si se salvava, de construir un cementiri per acabar amb l'antihigiènica costum d'enterrar els morts a les esglésies. Va curar gràcies a les cures del doctor Tomás Romay, i es va afanyar a fer el que abans havia promès, sent aquesta una de la primera sèrie de grans millores que va dur a terme en els trenta anys que va estar al capdavant d'aquell bisbat.
Entre les millores restants es pot citar la propagació de la vacuna, la dessecació dels pantans del camp de Mart, que tan beneficiosa fou per a la salut pública; l'extensió dels estudis universitaris, ja que va introduir l'ensenyament de la química, la física experimental i l'economia política, i va perfeccionar les classes d'hidroestàtica, magnetisme, electricitat i astronomia, per a la qual va fer construir magnífics aparells.
Va ser també un home molt caritatiu, i va destinar gran part de les seves rendes a obres de beneficència i ensenyament. Va vetllar pels costums del clergat, i va publicar belles pastorals, que amb el temps esdevingueren preciosos documents històrics.
La seva mort va ser generalment sentida, ja que tots, rics i pobres, tenien alguna cosa per agrair-li. A l'any següent se li va dedicar una corona fúnebre, en la qual van col·laborar els millors literats del país.
Al seu poble nadiu va fundar un hospital amb 12 llits.